# Маццукато, Мариана
Мариана Маццукато (родилась 16 июня 1968 года) — экономист с двойным итало-американским гражданством. Она является профессором экономики инноваций и общественной ценности Университетского колледжа Лондона, а также основателем и директором Института инноваций и общественных целей (IIPP). Ее исследования сосредоточены на взаимосвязи между технологическими, экономическими и социальными изменениями.
Она является членом Совета экономических советников Шотландского правительства и Экономического консультативного совета Южной Африки. В 2019 году она вошла в состав Комитета ООН по политике развития.
Маццукато-автор книги «Предпринимательское государство: Развенчание мифов о государственном и частном секторах» и «Ценность всего: создание и принятие в глобальной экономике». В 2016 году Маццукато совместно с Майклом Джейкобсом была редактором книги «Переосмысление капитализма: экономика и политика устойчивого и инклюзивного роста». В 2013 году The New Republic назвала ее одним из «трех самых важных мыслителей об инновациях».

## Ранняя жизнь и образование
Итальянские родители Маццукато, Эрнесто и Алессандра, переехали в Принстон, штат Нью-Джерси, в 1972 году со своими тремя маленькими детьми, Валентиной, Марианой и Якопо, после того как Эрнесто получил должность физика в Лаборатории физики плазмы Принстонского университета. Мариана Маццукато провела большую часть своей ранней жизни в США, прежде чем вернуться в Европу.
После окончания Принстонской средней школы в 1986 году Маццукато получила степень бакалавра искусств в области истории и международных отношений в Университете Тафтса в 1990 году. Затем она поступила в Новую школу социальных исследований из-за своего интереса к неортодоксальной экономике, где в 1999 году получила степень магистра экономики и степень доктора экономических наук.

## Карьера

### Работа в университете
С 1995 по 1997 год Маццукато, была адъюнкт-профессором экономики в Нью-Йоркском университете. С 1997 по 1999 год она преподавала в Денверском университете. С 1998 по 1999 год она была аспирантом-исследователем Марии Кюри в Лондонской школе бизнеса, где работала и публиковала статьи вместе с Полом Героски (бывшим деканом Лондонской школы бизнеса).
В 1999 году, Марианна была приглашена в Открытый университет в качестве преподавателя, где в 2005 году стала профессором. Она основала исследовательский центр инноваций, знаний и развития. С 2008 по 2010 год она была приглашенным профессором Университета Боккони. В 2014 году она была выдающимся приглашенным профессором Сиднейского технологического университета. С 2011 по 2017 год она возглавляла кафедру экономики и инноваций в Университете Сассекса. В 2017 году Маццукато стала профессором Лондонского университетского колледжа экономики инноваций и общественной ценности и основала их Институт инноваций и общественных целей (IIPP).

### Экономический консультант
Маццукато присоединилась к целевой группе Нового экономического фонда (NEF) в период с 2012 по 2013 год, а также к Целевой группе Европейской комиссии (ЕК) по инновациям в государственном секторе в период с 2012 по 2014 год. С 2014 по 2016 год она была членом Совета глобальной повестки дня Всемирного экономического форума по экономике инноваций. Она также была членом экспертной группы Европейской комиссии по инновациям для роста (RISE). В период с 2015 по 2016 год она была назначена в Экономический консультативный комитет Британской лейбористской партии, организованным теневым канцлером Джоном Макдоннеллом и подотчетный лидеру Лейбористской партии Джереми Корбину.
С 2015 года по настоящее время, Маццукато работает в Совете экономических консультантов шотландского правительства. В 2016 году она стала научным консультантом в Итальянском парламентском бюджетном управлении и стала их комиссаром по экономической юстиции. В 2017 году она стала членом Руководящего совета ООН в области устойчивого развития.
В 2018 году она начала работать специальным советником комиссара ЕС по исследованиям, науке и инновациям Карлуша Моэдаша, в роли которого написала доклад «Миссия-ориентированные исследования и инновации в Европейском союзе». Она также является специальным советником Генерального секретаря ОЭСР Анхеля Гуррии по вопросам новой концепции экономического роста ОЭСР. Она является членом Комитета ООН по политике развития, к которому присоединилась в 2019 году.
Она вошла в Консультативный совет Sitra — Финского инновационного фонда. Тем временем она была приглашена в Институт исследований государственной политики в качестве попечителя. С 2016 года, она является вице-президентом Международного общества Шумпетера. Она вошла в состав Консультативного совета при Исследовательском совете Норвегии.

### Другие виды деятельности
В 2015 году Маццукато было поручено написать доклад для Министерства науки, технологий и инноваций бразильского правительства об инновационной политике Бразилии, который был опубликован 6 апреля 2016 года. Маццукато стала первой женщиной, прочитавшей лекцию Рауля Пребиша, организованную Экономической комиссией ООН для Латинской Америки и Карибского бассейна в Сантьяго, Чили, в апреле 2016 года.

## Исследования

### Инновации
Исследования Маццукато сосредоточены на взаимосвязи между финансовыми рынками, инновациями и экономическим ростом — на уровне компании, отрасли и страны. Она работает в рамках Шумпетерианской теории эволюционной экономики, изучая происхождение и эволюцию постоянных различий между фирмами и то, как эти различия варьируются в разных секторах и на протяжении жизненного цикла отрасли.
Ее эмпирические исследования были сосредоточены на автомобильной, компьютерной, биотехнологической и фармацевтической промышленности. Она проанализировала коэволюцию технологических изменений и экономических пузырей. При этом она утверждает, что волатильность цен на акции имеет тенденцию быть самой высокой на уровне фирмы и отрасли, когда технологические инновации являются наиболее «радикальными».
В 2013 году Маццукато опубликовал книгу «Предпринимательское государство: развенчание мифов государственного и частного секторов». В книге утверждается, что идея государства как статичной бюрократической организации, необходимой только для «исправления» провалов рынка, а оставлять динамичное предпринимательство и инновации частному сектору, неверно. Она описывает ряд тематических исследований в различных секторах, включая биотехнологии, фармацевтику и технологии, чтобы показать, что инвестиции с высоким риском делаются государством до того, как в них участвует частный сектор. В главе, посвященной iPhone, она описывает, как технологии, которые делают его «умным» — интернет, GPS, сенсорный дисплей и голосовой помощник Сири — финансировались государством.
Две главы книги посвящены зарождающейся революции «зеленых технологий». Она подробно описывает государственные фонды, которые, по ее мнению, закладывают основу для этой революции, подобно тому, как государство инвестирует в наиболее рискованные области биотехнологий и нанотехнологий. Книга завершается утверждением, что во всех этих примерах риски были социализированы, а выгоды приватизированы, и рассматриваются различные способы изменения этой динамики для обеспечения более «инклюзивного роста».

### Произведение
Она сосредоточилась на неравенстве в своей работе с Уильямом Лазоником. Их совместная статья 2013 года «Связь риска и вознаграждения: кто рискует? Кто получает вознаграждение?» описывает напряженность между тем, как создается стоимость и как стоимость извлекается в современном капитализме. Авторы утверждают, что существует непропорциональный баланс между «коллективным» распределением рисков в инновационном процессе и все более узким распределением вознаграждений.
В статье для аналитического центра Policy Network под названием «Rebalancing What?» Маццукато утверждает, что проблема заключается не только в краткосрочности, но и в том, как финансовая деятельность, ориентированная на извлечение стоимости, вознаграждается выше деятельности, ориентированной на создание стоимости, что часто приводит к разрушению стоимости. Ее книга The Value of Everything: making and taking in the global economy, опубликованная в 2018 году, описывает, как финансовые компании действуют как искатели ренты, а не сами создают стоимость, и что действующее законодательство поощряет такой тип поведения.

### Формирование рынка
С 2014 года Маццукато развивает свою критику «теории провала рынка» и свою концепцию роли государства в экономике как «создания и формирования новых рынков», а не просто их фиксации.
Ее работа с Карлотой Перес рассматривала, какой взгляд может дать новое понимание «зеленого» как переориентации всей экономики. Ее работа с Каэтано Пенной была сосредоточена на том, как ориентированная на миссию структура формирования рынка может обеспечить новое понимание роли государственных инвестиционных банков.

## Награды и номинации
В 2013 году книга Маццукато «Предпринимательское государство» была включена в список книг года Financial Times. Книга также принесла ей премию New Statesman/SPERI в области политической экономики в следующем году. В том же году немецкий перевод «Предпринимательского государства» (Das Kapital des Staates) был номинирован на премию «Немецкая деловая книга» («Deutscher Wirtschaftsbuchpreis»). В 2016 году она была удостоена книжной премии Ганса-Маттефера Фонда Фридриха Эберта, связанного с Социал-демократической партией Германии.
Она была удостоена почетной докторской степени Национального университета Сан — Мартина. Она также была удостоена почетной докторской степени Университета Хассельта в 2017 году. Университет Саймона Фрейзера присудил ей почетную степень в 2020 году.
В 2019 году она была удостоена премии Общеевропейской академий наук мадам де Сталь за культурные ценности в знак признания ее вклада в анализ роли правительств в стимулировании инноваций. А год спустя она получила премию Джона фон Неймана.
В 2025 году стала командором  ордена Британской империи.

## Подход
Джаяти Гхош, пишущий для Nature, писал, что Экономика миссии — это «своевременное и оптимистичное видение» решения основных проблем посредством направленных частных и государственных инвестиций. Она утверждала, что аргументы Маццукато кажутся простыми и очевидными, но на самом деле являются революционными, подразумевающими новую роль правительств.
Джон Кей писал, что «экономика, основанная на решениях», управляется и координируется могущественными правительствами, которые контролируют каждый этап инноваций для решения проблем от рака до изменения климата. Кей отмечает, что такие проекты, как Война Никсона с раком и Большой скачок Мао, как правило, терпят неудачу, потому что политическое направление инноваций привело бы к отсутствию объективной обратной связи, в то время как эффективный прогресс, как правило, требует очень конкурентных рынков с постепенными инновациями, новыми продуктами, созидательное разрушение, и властью, децентрализованной для индивидуальных предпринимателей с их независимым видением вместо направляющего, централизованного видения.
Папа Франциск сказал, говоря о ценности всего: «Я верю, что [ее видение] может помочь думать о будущем».
Мартин Вулф писал, что книга Предпринимательское государство предлагает «спорный тезис», но «в основном она права», и предупреждает, что «неспособность признать роль правительства в стимулировании инноваций вполне может быть самой большой угрозой растущему процветанию».
Роберт Аткинсон заявил, что «одно дело — узаконить государство как движущую силу инноваций и давать кредит там, где это необходимо, — что-то мастерски делает книга [Маццукато]», но «совсем другое дело-выработать эффективную инновационную политику, которая имеет дело с риском политически приемлемым способом».
В колонке для The Economist утверждалось, что она «слишком сурова к бизнесу», но что Маццукато была права относительно «центральной роли государства в производстве прорывов, меняющих правила игры», и что его «вклад в успех технологического бизнеса не следует недооценивать».
Тим Уорстолл, научный сотрудник Института неолиберального мышления Адама Смита, утверждает, что Маццукато предлагает запутанное определение общественных благ, что является «критическим моментом», поскольку «неконкурентная и неисключаемая природа [общественных благ] затрудняет получение прибыли от их предоставления», и поэтому частный сектор по определению не может быть заинтересован в них.

## Книги
- Mazzucato, M. (2021), Mission Economy: A Moonshot Guide to Changing Capitalism, Allen Lane
- Mazzucato, M. (2018), The Value of Everything: Making and Taking in the Global Economy, Public Affairs
  - Ценность всех вещей: Создание и изъятие в мировой экономике / Пер. с англ. Н. Проценко. Под науч. ред. Н. Афанасова, А. Павлова. — М. : Изд. дом Высш. шк. экономики, 2021. — 408 с. — (Экономическая теория).
    - Маццукато М. Всеобщая ценность. Создание и изъятие в глобальной экономике // Экономическая социология. 2020. Т. 21. № 5. (Введение к книге)
- Jacobs, M. and Mazzucato, M. (2016), Rethinking Capitalism: Economics and Policy for Sustainable and Inclusive Growth, Wiley-Blackwell
- Mazzucato, M. and Perez, C. (2015), Innovation as Growth Policy, in «The Triple Challenge: Europe in a New Age», J. Fagerberg, S. Laestadius, and B. Martin (eds.), Oxford: Oxford University Press
- Mazzucato, M. (2013), The Entrepreneurial State: Debunking Public vs. Private Sector Myths, Anthem Press: London, UK
  - Предпринимательское государство : развеем мифы о государстве и частном секторе / Пер. с англ. Марии Добряковой. — М. : Издательский дом Высшей школы экономики, 2023. — 355, [1] с. : ил. — (Экономическая теория) (Проект серийных монографий по социально-экономическим и гуманитарным наукам) — ISBN 978-5-7598-2535-7
    - Мацукато М. Предпринимательское государство: развеем мифы о государстве и частном секторе // Экономическая социология. 2021. Т. 22. № 2. (Перевод первой главы книги)
- Mazzucato, M. (2011), The Entrepreneurial State, Demos, London, UK
- Mazzucato, M. and Dosi, G. (Eds, 2006), Knowledge Accumulation and Industry Evolution: Pharma-Biotech, Cambridge UK: Cambridge University Press
- Mazzucato, M. (Ed, 2002), Strategy for Business, A Reader, Sage Publications, London, 2002
- Mazzucato, M. (2000), Firm Size, Innovation and Market Structure: The Evolution of Market Concentration and Instability, Edward Elgar, Northampton, MA